# Punzenstich

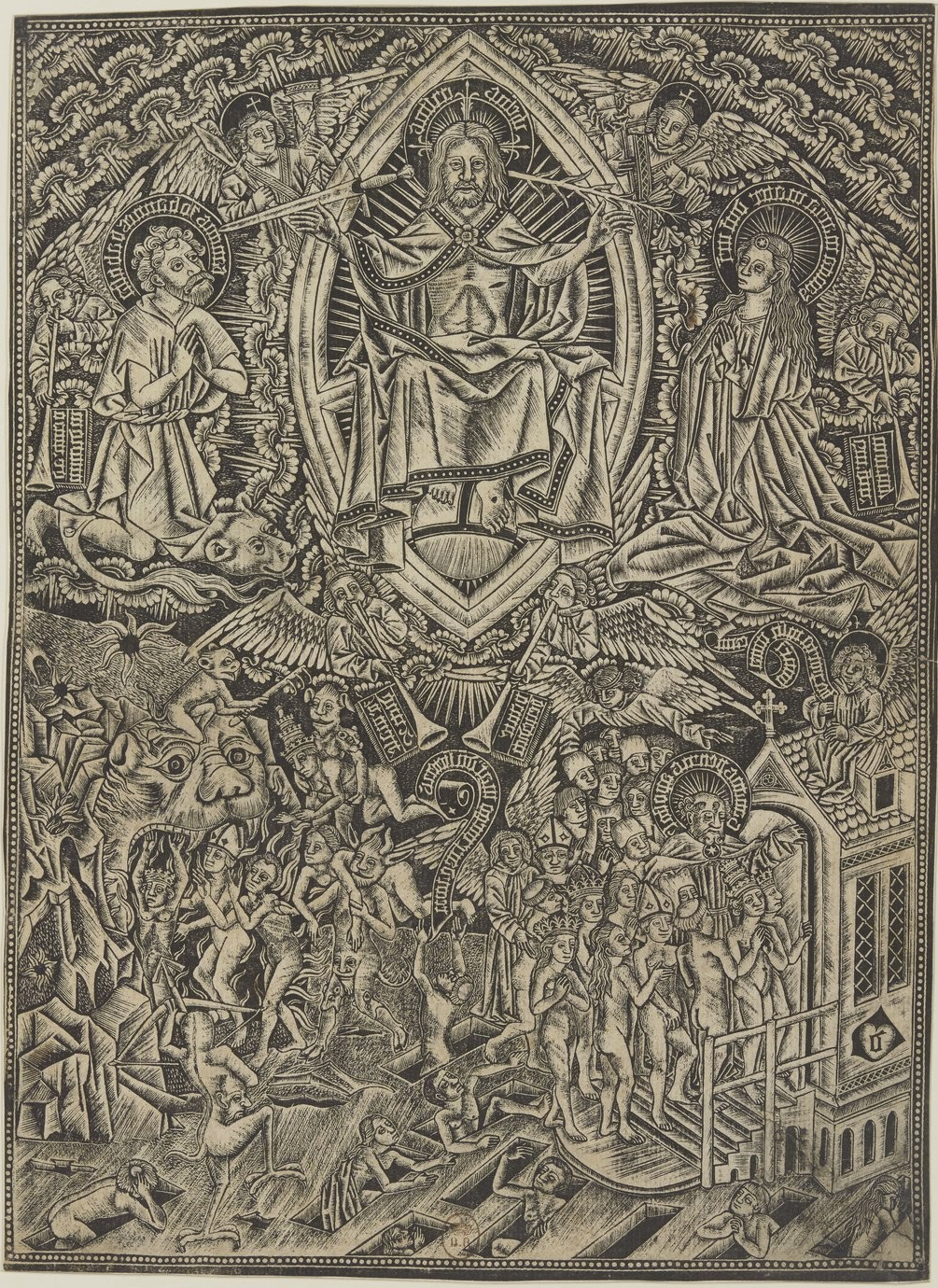
Monogrammiste D, Le Jugement dernier, gravure en criblé (Punzenstich / Schrotschnitt)

Der Punzenstich, auch Punzendruck oder Schrotschnitt ist ein grafisches Tiefdruckverfahren. Eine (Druck) Platte wird punziert, indem mit Stahlstift oder -stempel, sog.  Schlagpunzen die Formen in die Platte geschlagen werden. Dabei werden die Umrisslinien meistens gestochen.
Punzenstich ist eine alte, heute jedoch seltene Technik, die sich aus einer Verzierungstechnik der Gold-, Silber- und Waffenschmiede entwickelt hat. Die Technik ähnelt dem Schrotschnitt und ist verwandt mit dem Treiben, bei dem Vertiefungen meist zu Reliefs eingeschlagen werden.

Der Grafiker Hermann Naumann verwendet den Punzenstich seit dem Jahr 1950. Er beschrieb die Technik am 29. Oktober 2003 in einem Brief an Dietrich Falke: 

„Das durch den Punzenschlag verdrängte Kupfer bildet einen kleinen Krater – viele dieser „Krater“ ergeben eine Rauigkeit – daher zählen Punzenstiche mit den Schabkunstblättern zu den „Raudrucken“. Das Werkzeug ist also denkbar einfach(,) aber der Punkt als graphisches Grundelement bietet eine große Vielfalt der Wirkungsmöglichkeiten.“